# Gle Layang
Gle Layang är ett berg i Indonesien.   Det ligger i provinsen Aceh, i den västra delen av landet, 1 800 km nordväst om huvudstaden Jakarta. Toppen på Gle Layang är 216 meter över havet.
Terrängen runt Gle Layang är kuperad åt sydväst, men åt nordost är den platt. Havet är nära Gle Layang åt nordväst.Runt Gle Layang är det mycket tätbefolkat, med 1 018 invånare per kvadratkilometer. Närmaste större samhälle är Banda Aceh, 11,1 km öster om Gle Layang. 